# Tara Babulfath
Tara Babulfath, född 3 januari 2006, är en svensk judoka som tävlar för Stockholms Judoklubb. Hon vann brons i 48 kilos-klassen i olympiska sommarspelen 2024 i Paris. Hon tränas från och med 1 april 2025 av japanskan Nami Nabekura(en).

## Biografi
Tara Babulfath är dotter till den iranskfödde svenske brottaren Mohammad Babulfath, som tävlade vid bland annat olympiska sommarspelen 2004 i Aten, och den svenska brottaren Ida Hellström, som har tagit flera VM-medaljer i brottning. Babulfath var i sin ungdom med i TV-programmet Wild Kids. Hon har tre syskon.
Tara Babulfath tävlade för Sverige i 48-kilosklassen vid junior-VM 2022 och 2023 och tog där silver respektive brons. Vid junior-EM år 2021 och 2022 tog hon silver respektive guld. Vid judo-VM för seniorer 2024 tog hon brons trots att hon fortfarande var junior.
Vid olympiska sommarspelen 2024 i Paris tog Babulfath brons, Sveriges första olympiska medalj någonsin i judo.
Den 15 november 2024 tog Babulfath guld i 48-kilosklassen i  U23-VM.
I december 2024 tilldelades hon Svenska Dagbladets idrottsstipendium på 100 000 kronor.

### Olympiska spelen 2024
Inför de olympiska spelen 2024 var Tara Babulfath rankad på plats 18 i världen. I första omgången ställdes hon mot tionderankade sydkoreanskan Lee Hye-kyeong, som besegrades med en Ippon. I andra omgången, åttondelsfinalen, svarade uzbeken Khalimajon Kurbonova för motståndet, som besegrades med en Ippon. Även världsettan Assunta Scutto från Italien slogs ut ur tävlingen i kvartsfinalen på samma sätt. I semifinalen fick Babulfath möta den flerfaldiga världsmästaren Natsumi Tsunoda från Japan. Matchen gick till golden score där Babulfath efter cirka tre minuters förlängning fick sin tredje varning och förlorade matchen. I matchen om bronset stod Abiba Abuzjakynova från Kazakstan för motståndet. En match som Tara Babulfath återigen vann med Ippon.
Efter OS stängdes Babulfath av tre månader från 30 juli till 30 oktober 2024 för sina protester i samband med semifinalen på OS efter att hon fick sin tredje varning och förlorade matchen. 